# IC 5005
IC 5005 ist eine Balken-Spiralgalaxie vom Hubble-Typ SBc im Sternbild Steinbock auf der Ekliptik. Sie ist schätzungsweise 142 Millionen Lichtjahre von der Milchstraße entfernt und hat einen Durchmesser von etwa 125.000 Lichtjahren. Vom Sonnensystem aus entfernt sich die Galaxie mit einer errechneten Radialgeschwindigkeit von näherungsweise 3.100 Kilometern pro Sekunde.
Gemeinsam mit NGC 6907 und IC 4999 bildet sie die NGC 6907-Gruppe oder LGG 436. Im selben Himmelsareal befinden sich unter anderem die Galaxien PGC 770191, PGC 773499, PGC 777275, PGC 779029.
Das Objekt wurde von Edward Emerson Barnard entdeckt.